# 愛と憎しみのデカン高原
『愛と憎しみのデカン高原』（あいとにくしみのデカンこうげん、原題：Preminchukundam Raa）は、1997年に公開されたインドのロマンティック・コメディ映画。ジャヤント・C・パーランジが監督を務め、ヴェンカテーシュ・ダッグバーティ、アンジャラ・ジャヴェーリが出演している。劇中の3曲とバックグラウンドスコアはマニ・シャルマ、残り3曲はマヘーシュ・マハデーヴァンが作曲した。

## キャスト
- ギリ - ヴェンカテーシュ・ダッグバーティ
- カーヴェリ - アンジャラ・ジャヴェーリ（英語版）
- ヴィーラヴァドライアー - ジャヤ・プラカーシュ・レッディ（英語版）
- シヴドゥ - シュリハリ
- チャクラパニ - チャンドラ・モーハン
- ケシャヴァ・ラオ - アフティ・プラサード（英語版）
- SRKマスター - パルチュリ・ヴェンカテーシュワラ・ラオ（英語版）
- シヴドゥの父 - ゴキナ・ラーマ・ラオ（英語版）
- ギリの父 - ラグナタ・レッディ（英語版）
- レダッパ - コーラ・ショーク・クマール（英語版）
- レダッパの手下 - バナルジー（英語版）
- サンバ - ジーヴァ（英語版）
- カーヴィ - バーブ・モーハン（英語版）
- ヴェヌ - ヴェーヌ・マーダヴ（英語版）
- ペーパーボーイ - ガンドゥ・ハヌマンタ・ラオ（英語版）
- イムラン - ウッテージ（英語版）
- ギリの母 - アンナプールナ（英語版）
- ヴァーニ - スーダ（英語版）
- バンマ - ラーマ・プラバ（英語版）
- ダマヤンティ - カルパナ・ラーイ（英語版）
- チンヌ - アナンダ・ヴァルダン（英語版）

## 公開
57劇場で公開日数50日間、50以上の劇場で公開日数100日間を記録した初めてのテルグ語映画となり、映画はブロックバスターを記録している。